# 西岡
西岡（にしおか/にしのおか）とは、かつての山城国西部、京都盆地西部の西山丘陵から桂川右岸にかけてを指した歴史的広域地名。

## 概要
山城国葛野郡・乙訓郡の一部、現在の京都市西京区・向日市・長岡京市の一部に相当する。
「西岡」の名は元は西山丘陵の古名に由来すると伝えられている。
足利尊氏がこの地を直轄地として室町幕府直轄の軍事力を編成した。
これに動員された地元の土豪たちを「西岡衆」と称した。
文献では、建武3年（1336年）7月11日付足利尊氏御教書（東寺百合文書）に「山城国西岡」と記載が見られる。
畿内に強固な支配基盤を持たなかった足利尊氏の幕府は、京都と西国・山陽道を結ぶ重要地点の乙訓郡一帯を掌握するため、革嶋荘（現西京区）下司革嶋幸政、寺戸郷（現向日市）竹田成忍・大畠定覚、上久世荘（現南区）公文大弐房覚賢、西七条（現下京区）越前房友快らの土豪・地侍層に御家人として地頭職を宛行い、また西岡一帯の寺社領荘園に半済を実施して、下地の半分をこれら御家人層に与えた。
以後この地の土豪は西岡衆または西岡中脈地頭御家人衆とよばれ、室町幕府を支える軍事的基盤となった。
西岡衆は、奉公衆に属する武士団であり、室町時代中期までは、山城国守護から半ば独立した存在であった。
しかし、正長元年（1428年）管領畠山満家が山城守護を兼帯（満済准后日記）して以来、特に宝徳元年（1449年）以降は1、2の例外を除き畠山氏のみから山城守護が任ぜられ、西岡衆も次第に畠山氏の影響力を受けるようになった。
永享9年（1437年）8月の鎮守八幡宮供僧評定引付（東寺百合文書）などからも、守護が管国内の地侍の被官化をはかっていることがわかる。
西岡の中心部は、桂川から引いた灌漑用水を引いており、その用水を管理するために11の諸郷が連合体を結成した。これを西岡十一ヵ郷と称した。ただし、桂川の流路の変化に伴って用水の供給地域も変化しており、十一ヵ郷の比定についても東寺百合文書の「桂川用水図」に登場する御庄・徳大寺・上桂・下桂・革嶋（河嶋）・下津林・寺戸・牛ヶ瀬・上久世・下久世・大藪・築山のいずれか（あるいは全て）とみられる。
応仁の乱において京都に近い西岡の地は東西両軍の攻防戦の舞台となった（西岡の戦い）。
長享元年（1487年）には西岡十一ヵ郷を中心とした西岡の村々による乙訓国一揆（西岡十一ヵ郷国一揆）が発生し、同じ山城国で発生した山城国一揆と並んで室町幕府に動揺を与えた。
室町幕府15代将軍・足利義昭が織田信長に追放された際、西岡は義昭を見限って信長に従った細川藤孝に与えられて西岡衆は藤孝の与力に編成されている。